# Julio J. Busaniche
Julio José Santiago Busaniche (Santa Fe, 25 de julio de 1905- Santa Fe, 3 de febrero de 1963) fue un abogado y político argentino de la Unión Cívica Radical, que se desempeñó como diputado nacional por la provincia de Santa Fe en dos períodos (1946-1948 y 1960-1962). Fue candidato a gobernador de Santa Fe en las elecciones provinciales de 1958 por la Unión Cívica Radical del Pueblo.

## Biografía
Nació en la ciudad de Santa Fe en 1905, hijo del también político Julio A. Busaniche y de Manuela Virasoro. En 1927, se graduó de abogado en la Facultad de Ciencias Jurídicas y Sociales de la Universidad Nacional del Litoral. Ejerció la abogacía y fue profesor de derecho comercial en dicha facultad. También fue profesor en el Colegio Nacional de Santa Fe.
En 1930 fue secretario general del interventor federal de Santa Fe, Diego Saavedra. Luego se incorporó a la Unión Cívica Radical (UCR). Ocupó cargos partidarios en la seccional de la UCR de Santa Fe, incluyendo la presidencia en varias ocasiones. También fue delegado a la Convención Provincial, a la Convención Nacional y al Comité Nacional.
En las elecciones legislativas de 1946, fue elegido diputado nacional por la provincia de Santa Fe, completando su mandato en 1948. Fue vocal en las comisiones de Justicia y de Juicio Político.
En las elecciones provinciales de 1958, fue candidato a gobernador por la Unión Cívica Radical del Pueblo. Acompañado por Luis Ferrari, la fórmula quedó en segundo lugar con el 24,38 % de los votos, obteniendo cinco de los 60 electores. El radical intransigente Carlos Sylvestre Begnis resultó elegido.
En las elecciones legislativas de 1960, volvió a ser elegido diputado nacional por Santa Fe. Tenía mandato hasta 1964, pero el Poder Legislativo fue disuelto por José María Guido en septiembre de 1962. Fue vocal de la comisión de Presupuesto y Hacienda.
Falleció en la ciudad de Santa Fe en febrero de 1963.